# Hopfgarten im Brixental
Hopfgarten im Brixental je obec v Rakousku. Nachází se ve spolkové zemi Tyrolsko v okrese Kitzbühel a má přibližně 5 600 obyvatel.
Hopfgarten im Brixental s centrální tržní oblastí, obcí Kelchsau, částmi Pesendorf (Innerer Grafenweg), Penningdörfl a roztroušenými osadami na horách je s celkovou rozlohou 166,54 km² největší obcí v okrese Kitzbühel a jednou z největších v Tyrolsku.

## Poloha
Hlavní část obce leží na řece Brixentaler Ache v kotlině předního Brixentalu. K obci patří také povodí řeky Kelchsauer Ache. Nejnižší bod obce leží v nadmořské výšce 580 m n. m. na severu. Na jihu se území v Kitzbühelských Alpách zvedá do nadmořské výšky přes 2400 m. Výrazné vrcholy jsou Torhelm (2494 m n. m.), Molterfeldgeier (2422 m n. m.) a Dristkopf (2361 m n. m.).
Z 16 657 hektarů obecní půdy tvoří 40,7% lesy, 11,8 % zemědělská půda a 27,7 % vysokohorské pastviny. Z celkové rozlohy je 16,4 % osídleno.

### Části obce
V katastrálních územích Hopfgarten Land a Hopfgarten Markt leží sedm obcí (v závorce je uveden počet obyvatel k 1. lednu 2022):
- Glantersberg (153)
- Grafenweg (889)
- Gruberberg (74)
- Hopfgarten-Markt (2638)
- Kelchsau (707)
- Penningberg (922)
- Salvenberg (291)

### Sousední obce
| Wörgl                          | Itter                   | Söll       |
| Wildschönau                    |                         | Westendorf |
| Hart im Zillertal, Stummerberg | Gerlos, Wald im Pinzgau |            |

## Politika
Současným starostou Hopfgartenu je Paul Sieberer. Tuto funkci zastává od roku 1998.
Obecní rada se skládá ze 17 členů, přičemž současné složení je následující:
- ÖVP – 14 poslanců
- SPÖ – 1 poslanec
- Grüne – 1 poslanec
- FPÖ – 1 poslanec

Pro volby starostů a obecních zastupitelstev je volební cyklus šestiletý.